# Rolla (North Dakota)
Rolla er en amerikansk by og administrativt centrum for det amerikanske county Rolette County i staten North Dakota. I 2000 havde byen et indbyggertal på 1.417.

## Ekstern henvisning
- Rollas hjemmeside (engelsk) Arkiveret 14. maj 2011 hos  Wayback Machine

48°51′35″N 99°36′55″V / 48.8597°N 99.6153°V